# پتر بزروچ
پتر بزروچ (انگلیسی: Petr Bezruč؛ ۱۵ سپتامبر ۱۸۶۷ – ۱۷ فوریهٔ ۱۹۵۸) او شاعر و نویسندهٔ داستان‌های کوتاه اهل کشور جمهوری چک بود که با منطقه سیلسیا اتریش ارتباط داشت. برجسته‌ترین اثر او ترانه‌های سیلزی است، مجموعه ای از اشعار در مورد ساکنان سیلسیا که در طی سالیان متمادی سروده شده‌است.